# Мадениет (Алматинская область)
Мадениет (каз. Мәдениет, до 199? г. — Рахат) — село в Карасайском районе Алматинской области Казахстана. Входит в состав Ельтайского сельского округа. Код КАТО — 195233700.

## Население
В 1999 году население села составляло 239 человек (116 мужчин и 123 женщины). По данным переписи 2009 года в селе проживало 337 человек (164 мужчины и 173 женщины).